# Marcus Iunius Silanus (Prätor 212 v. Chr.)

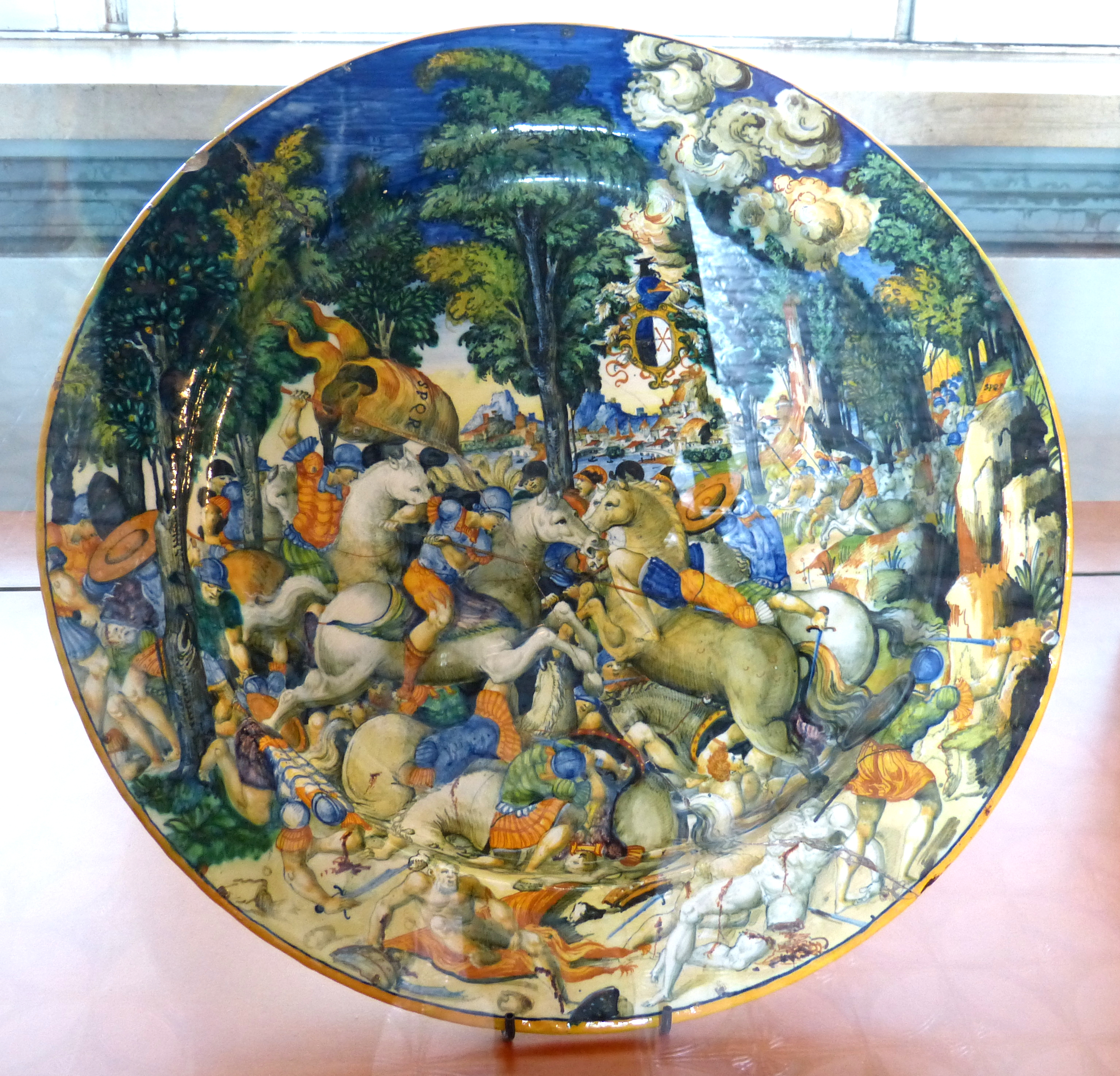
Sieg des Silanus über Hasdrubal, Majolika (1544), Schlossmuseum Güstrow (Mecklenburg)

Marcus Iunius Silanus entstammte der römischen plebejischen Adelsfamilie der Junier, wurde 212 v. Chr. Prätor und trug 206 v. Chr. zum entscheidenden Sieg des Publius Cornelius Scipio Africanus gegen ein karthagisches Heer in der Schlacht von Ilipa bei.

## Leben
Obwohl Marcus Iunius Silanus nie bis zum Konsulat aufstieg, konnte er während des Zweiten Punischen Krieges einige militärische Erfolge gegen die Karthager erringen. Zum ersten Mal wird er 216 v. Chr. erwähnt, als er Neapel, von dessen Einwohnern er gerufen worden war, vor Hannibal besetzen konnte. 212 v. Chr. wurde er zum Prätor gewählt und verweilte mit zwei Legionen zwei Jahre lang in Etrurien.
210 v. Chr. avancierte der junge Scipio Africanus zum neuen Oberbefehlshaber der römischen Armee auf der Iberischen Halbinsel. Zu seiner militärischen Unterstützung ging Silanus damals in der Stellung eines Proprätors als Nachfolger des Gaius Claudius Nero nach Spanien, wo er mehrere Jahre hindurch recht erfolgreich als Unterfeldherr Scipios agierte. Mit 3000 Infanteristen und 500 Kavalleristen bezog er seinen Posten am Ebro, als Scipio zur Eroberung der bedeutenden Stadt Carthago Nova schritt. In der Folgezeit wurden Silanus und sein Oberbefehlshaber in ihrer Stellung jährlich immer wieder bestätigt.
Einen ersten größeren Erfolg errang Silanus 207 v. Chr. Im Auftrag Scipios zog er mit seiner Armee in das Gebiet der Keltiberer, bei denen Mago, der jüngste Bruder Hannibals, sowie Hanno Truppen werben wollten. Diese beiden punischen Heerführer wurden von Silanus in einer Schlacht besiegt, wobei Hanno in römische Gefangenschaft geriet, während Mago die Flucht zu Hasdrubal gelang. Im nächsten Jahr (206 v. Chr.) schlug Scipio die Armee von Hasdrubal und Mago entscheidend in der Schlacht von Ilipa, in der Silanus zusammen mit Lucius Marcius Septimus den linken Flügel kommandierte und maßgeblich zum römischen Erfolg beitrug. Diese Schlacht bedeutete das Ende der punischen Vorherrschaft in Spanien.
Silanus führte dann das Oberkommando, als Scipio zum westnumidischen König Syphax reiste. Zuletzt hört man von Silanus, dass er zusammen mit Lucius Marcius Septimus die römischen Truppen übernahm, als Scipio den spanischen Kriegsschauplatz verließ und nach Rom zurückkehrte. In dieser Position blieben Silanus und Septimus bis zur Ankunft von Scipios Nachfolgern, Lucius Cornelius Lentulus und Lucius Manlius Acidinus.